# Billboard Music Awards 2011

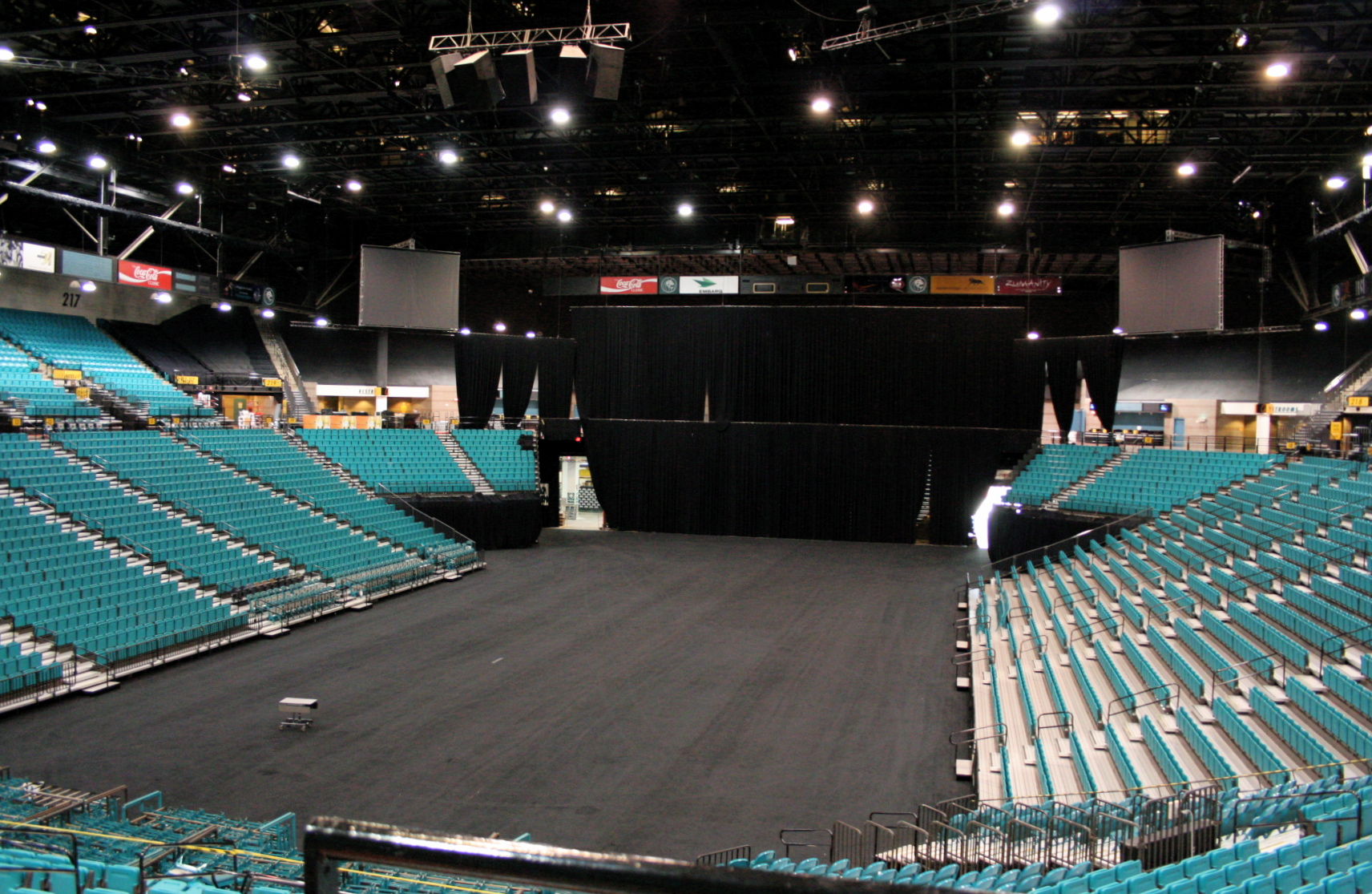
In der MGM Grand Garden Arena fanden die Billboard Music Awards 2011 statt

Die Billboard Music Awards 2011 fanden am 22. Mai 2011 in der MGM Grand Garden Arena in Paradise, Nevada statt. Die Preise ehrten die erfolgreichsten Musiker, Lieder und Alben des Jahres 2010. Erfolgreichste Künstler waren mit sechs Auszeichnungen jeweils Justin Bieber und Eminem. Beyoncé Knowles hat den Millennium-Award gewonnen und Neil Diamond gewann den Icon-Award. Der Moderator und Schauspieler Ken Jeong führte durch die Preisverleihung. Die Zeremonie konnte live beim ABC-Network verfolgt werden.

## Auftritte
Die Awards wurden von Rihanna und Britney Spears eröffnet, die gemeinsam die Remix-Version von S&M sangen. Dies war Spears’ erster Auftritt bei einer Preisverleihung seit vier Jahren. Beide Sängerinnen trugen Latexkleidung, Netzstrümpfe und Handschellen. Zum Abschluss ihrer Darbietung lieferten sich die beiden auf der Bühne eine Kissenschlacht.
Der Rapper Lil Wayne trat gemeinsam mit Mary J. Blige auf.
CeeLo Green sang auf dem Klavier ein Medley aus seinen Hits Crazy, Bright Lights, Bigger City und Forget You. Das Piano war an eine Maschine montiert, die es während des Auftritts in die Luft hob und es dann um 360° um die eigene Achse drehen ließ.
Der Country-Sänger Keith Urban sang Long Hot Summer, und die Country-Gruppe Lady Antebellum spielte Just a Kiss. Neil Diamond sang Sweet Carolina.
Der britische Sänger Taio Cruz sang ein Medley aus seinen Nummer-eins-Hits Break Your Heart und Dynamite.
Die Hip-Hop-Gruppe The Black Eyed Peas sangen ihren Hit Just Can’t Get Enough.
Ke$ha sang ihren US-Hit Blow. Zu Beginn des Auftrittes sang sie das Lied auf einem Gestell, welches über der Bühne schwebte und langsam heruntergelassen wurde. Auf der Bühne sang sie ihren Hit, mit einer Gruppe von Tänzern, die als tierische Kreaturen verkleidet waren, weiter.
Beyoncé sang ihren Hit Run the World (Girls) vor einer großen Bühne, auf derer man Knowles mit verschiedenen Tanzchoreografien zeigte.
Am Ende der Veranstaltung sang Spears zusammen mit Nicki Minaj eine Remix-Version ihres Hits Till the World Ends.

## Preisträger
Die nominierten Künstler für die Billboard Music Awards 2011 wurden am 13. April 2011 in einer Pressekonferenz bekanntgegeben.

### Bester Künstler
- Justin Bieber
- Eminem
- Lady Gaga
- Rihanna
- Taylor Swift

### Bester Neuer Künstler
- Justin Bieber
- Ke$ha
- Bruno Mars
- Nicki Minaj
- Taio Cruz

### Top Hot 100 Lied
- Dynamite - Taio Cruz
- Love the Way You Lie - Eminem feat. Rihanna
- Just the Way You Are - Bruno Mars
- California Gurls - Katy Perry feat. Snoop Dogg
- OMG - Usher feat. will.i.am

### Top Billboard 200 Album
- My World 2.0 - Justin Bieber
- The Gift - Susan Boyle
- Need You Now - Lady Antebellum
- Speak Now - Taylor Swift
- Recovery - Eminem

### Beste Tournee
- Bon Jovi
- Michael Bublé
- Lady Gaga
- U2
- Roger Waters

### Beste(s) Duo/Gruppe
- The Black Eyed Peas
- Bon Jovi
- Lady Antebellum
- Linkin Park
- U2

### Bestes Country-Album
- My Kinda Party - Jason Aldean
- Need You Now - Lady Antebellum
- The Incredible Machine - Sugarland
- Speak Now - Taylor Swift
- The Foundation - Zac Brown Band

### Bestes Rap-Album
- Thank Me Later - Drake
- Recovery - Eminem
- Pink Friday - Nicki Minaj
- I Am Not a Human Being - Lil Wayne
- My Beautiful Dark Twisted Fantasy - Kanye West

### Bestes Rock-Album
- Brothers - The Black Keys
- To the Sea - Jack Johnson
- Born Free - Kid Rock
- A Thousand Suns - Linkin Park
- Sigh No More - Mumford & Sons

### Bester Sozial Künstler
- Akon
- Justin Bieber
- Eminem
- Lady Gaga
- Rihanna

### Top Digital Lied
- Airplanes - B.o.B. feat. Hayley Williams
- Dynamite - Taio Cruz
- Love the Way You Lie - Eminem feat. Rihanna
- Just the Way You Are - Bruno Mars
- California Gurls - Katy Perry feat. Snoop Dogg

### Top Radio Lied
- Dynamite - Taio Cruz
- Love the Way You Lie - Eminem feat. Rihanna
- Just the Way You Are - Bruno Mars
- DJ Got Us Fallin' in Love - Usher feat. Pitbull
- OMG - Usher feat. will.i.am

### Top Streaming Lied (Audio)
- Dynamite - Taio Cruz
- Love the Way You Lie - Eminem feat. Rihanna
- Need You Now - Lady Antebellum
- Just the Way You Are - Bruno Mars
- Just a Dream - Nelly

### Top Streaming Lied (Video)
- Baby - Justin Bieber
- Not Afraid - Eminem
- Love the Way You Lie - Eminem feat. Rihanna
- Bad Romance - Lady Gaga
- Waka Waka (This Time for Africa) - Shakira feat. Freshlyground

### Top Billboard 200 Künstler
- Justin Bieber
- Susan Boyle
- Eminem
- Lady Antebellum
- Taylor Swift

### Top Hot 100 Künstler
- Ke$ha
- Bruno Mars
- Katy Perry
- Rihanna
- Usher

### Top Digital Songs Künstler
- Eminem
- Ke$ha
- Bruno Mars
- Katy Perry
- Rihanna

### Top Radio Songs Künstler
- Drake
- Bruno Mars
- Katy Perry
- Rihanna
- Usher

### Top Streaming Künstler
- Justin Bieber
- Eminem
- Lady Gaga
- Rihanna
- Shakira

### Top Digital Media Künstler
- Akon
- Justin Bieber
- Eminem
- Lady Gaga
- Rihanna

### Bester Männlicher Künstler
- Justin Bieber
- Drake
- Eminem
- Bruno Mars
- Usher

### Bester Weiblicher Künstler
- Ke$ha
- Lady Gaga
- Katy Perry
- Rihanna
- Taylor Swift

### Bester Pop-Künstler
- Justin Bieber
- The Black Eyed Peas
- Ke$ha
- Lady Gaga
- Katy Perry

### Bester R&B-Künstler
- Alicia Keys
- Monica
- Rihanna
- Trey Songz
- Usher

### Bester Rap-Künstler
- Drake
- Eminem
- Lil Wayne
- Ludacris
- Nicki Minaj

### Bester Country-Künstler
- Jason Aldean
- Kenny Chesney
- Lady Antebellum
- Taylor Swift
- Zac Brown Band

### Bester Rock-Künstler
- Kings of Leon
- Linkin Park
- Mumford & Sons
- Muse
- Train

### Bester Alternative-Künstler
- The Black Keys
- Kings of Leon
- Linkin Park
- Mumford & Sons
- Muse

### Bester Latin-Künstler
- Enrique Iglesias
- Pitbull
- Prince Royce
- Shakira
- Wisin & Yandel

### Bester Dance-Künstler
- The Black Eyed Peas
- David Guetta
- Lady Gaga
- La Roux
- Rihanna

### Bester Christian-Künstler
- Casting Crowns
- MercyMe
- Skillet
- tobyMac
- Chris Tomlin

### Bestes Pop-Lied
- Dynamite - Taio Cruz
- Just the Way You Are - Bruno Mars
- California Gurls - Katy Perry feat. Snoop Dogg
- Firework - Katy Perry
- Teenage Dream - Katy Perry

### Bestes R&B-Lied
- Un-Thinkable (I'm Ready) - Alicia Keys
- What’s My Name? - Rihanna feat. Drake
- Bottoms Up - Trey Songz feat. Nicki Minaj
- OMG - Usher feat. will.i.am
- There Goes My Baby - Usher

### Bestes Rap-Lied
- Airplanes - B.o.B. feat. Hayley Williams
- Nothin’ on You - B.o.B. feat. Bruno Mars
- Love the Way You Lie - Eminem feat. Rihanna
- Like a G6 - Far⋆East Movement
- Just a Dream - Nelly

### Bestes Country-Lied
- If I Die Young - The Band Perry
- Need You Now - Lady Antebellum
- The House That Built Me - Miranda Lambert
- Stuck Like Glue - Sugarland
- Mine - Taylor Swift

### Bestes Rock-Lied
- Lay Me Down - The Dirty Heads feat. Rome
- Dog Days Are Over - Florence + the Machine
- Little Lion Man - Mumford & Sons
- Animal - Neon Trees
- Hey, Soul Sister - Train

### Bestes Alternative-Lied
- Dog Days Are Over - Florence + the Machine
- Waiting for the End - Linkin Park
- The Cave - Mumford & Sons
- Little Lion Man - Mumford & Sons
- Animal - The Neon Trees

### Bestes Latin-Lied
- Cuando Me Enamoro - Enrique Iglesias feat. Juan Luis Guerra
- Bon, Bon - Pitbull
- Gypsy - Shakira
- Loca - Shakira
- Waka Waka (This Time for Africa) - Shakira feat. Freshlyground

### Bestes Dance-Lied
- Bad Romance - Lady Gaga
- Telephone - Lady Gaga feat. Beyoncé
- Bulletproof - La Roux
- Stereo Love - Edward Maya feat. Vika Jigulina
- We No Speak Americano - Yolanda Be Cool & DCUP

### Bestes Christian-Lied
- Live Like We're Dying - Kris Allen
- All of Creation - MercyMe
- Lead Me - Sanctus Real
- Get Back Up - tobyMac
- Our God - Chris Tomlin

### Bestes Pop-Album
- My World 2.0 - Justin Bieber
- The E.N.D. - The Black Eyed Peas
- Animal - Ke$ha
- The Fame - Lady Gaga
- Teenage Dream - Katy Perry

### Bestes R&B-Album
- Still Standing - Monica
- Loud - Rihanna
- Soldier of Love - Sade
- Passion, Pain & Pleasure - Trey Songz
- Raymond v. Raymond - Usher

### Bestes Alternative-Album
- Brothers - The Black Keys
- To the Sea - Jack Johnson
- Come Around Sundown - Kings of Leon
- A Thousand Suns - Linkin Park
- Sigh No More - Mumford & Sons

### Bestes Latin-Album
- Iconos - Marc Anthony
- Dejarte de Amar - Camila
- Euphoria - Enrique Iglesias
- Prince Royce - Prince Royce
- Sale el Sol - Shakira

### Bestes Dance/Electronic-Album
- Tron: Legacy Soundtrack - Daft Punk
- The Fame - Lady Gaga
- The Fame Monster - Lady Gaga
- The Remix - Lady Gaga
- Ocean Eyes - Owl City

### Bestes Christian-Album
- The Generous Mr. Lovewell - MercyMe
- Awake - Skillet
- Tonight - tobyMac
- And If Our God Is for Us... - Chris Tomlin
- WOW Hits 2011 - Various Artists

### Millennium Award
- Beyoncé

### Icon Award
- Neil Diamond

### Viral Innovative Award
- CeeLo Green